# Dương Sóc
Dương Sóc (tiếng Trung: 阳朔县, bính âm: Yángshuò Xiàn, Hán Việt: Dương Sóc huyện) là một huyện thuộc địa cấp thị Quế Lâm, Khu tự trị dân tộc Choang Quảng Tây, Cộng hòa Nhân dân Trung Hoa. Huyện Dương Sóc có diện tích 1.428 km², dân số 300.000 người, mã số bưu chính 541900, huyện lỵ ở trấn Dương Sóc.

## Các đơn vị hành chính
Huyện Dương Sóc có 6 trấn và 3 hương:
- Trấn: Dương Sóc (阳朔), Bạch Sa (白沙), Bồ Đào (葡萄), Hưng Bình (兴坪), Cao Điền (高田), Phúc Lợi (福利).
- Hương: Dương Đê (杨堤), Kim Bảo (金宝), Phổ Ích (普益).

Dương Sóc
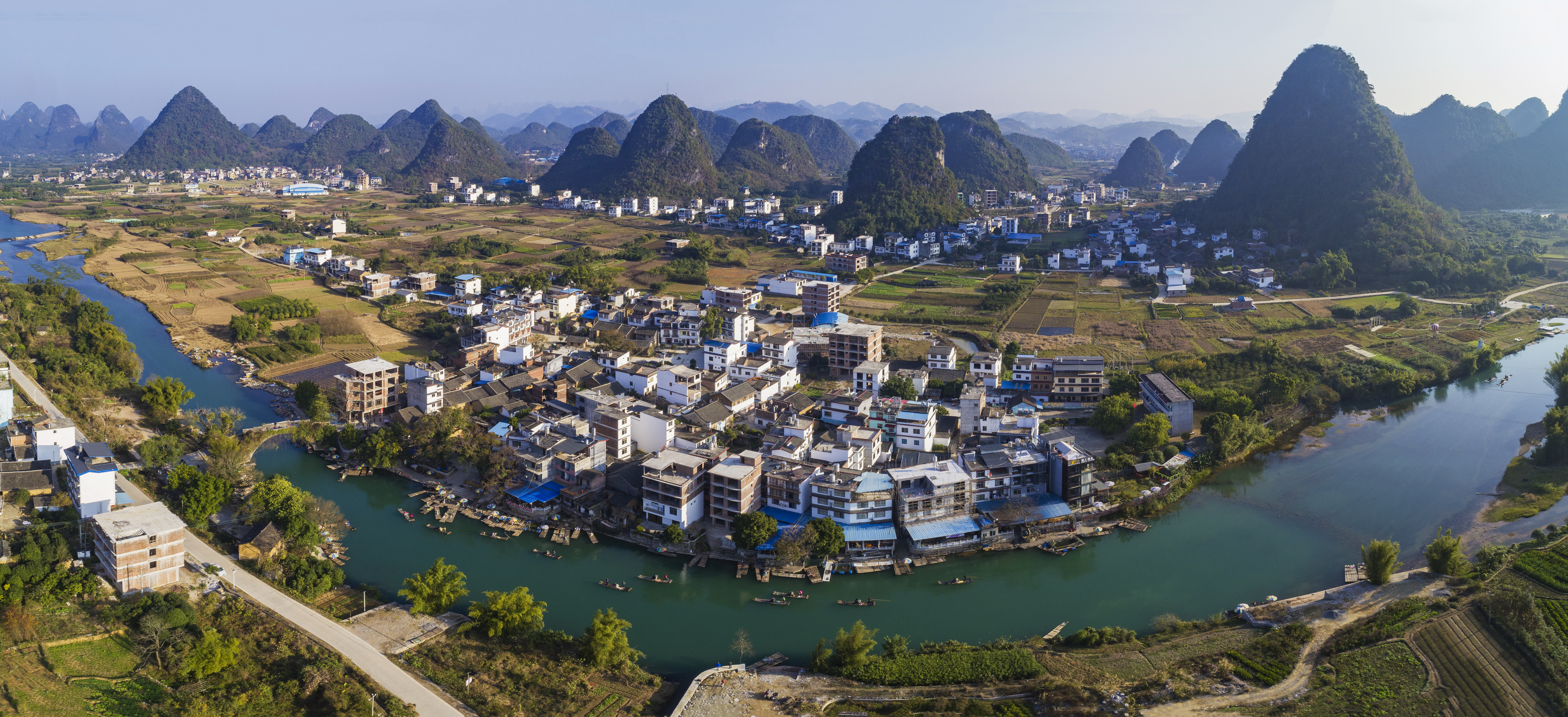
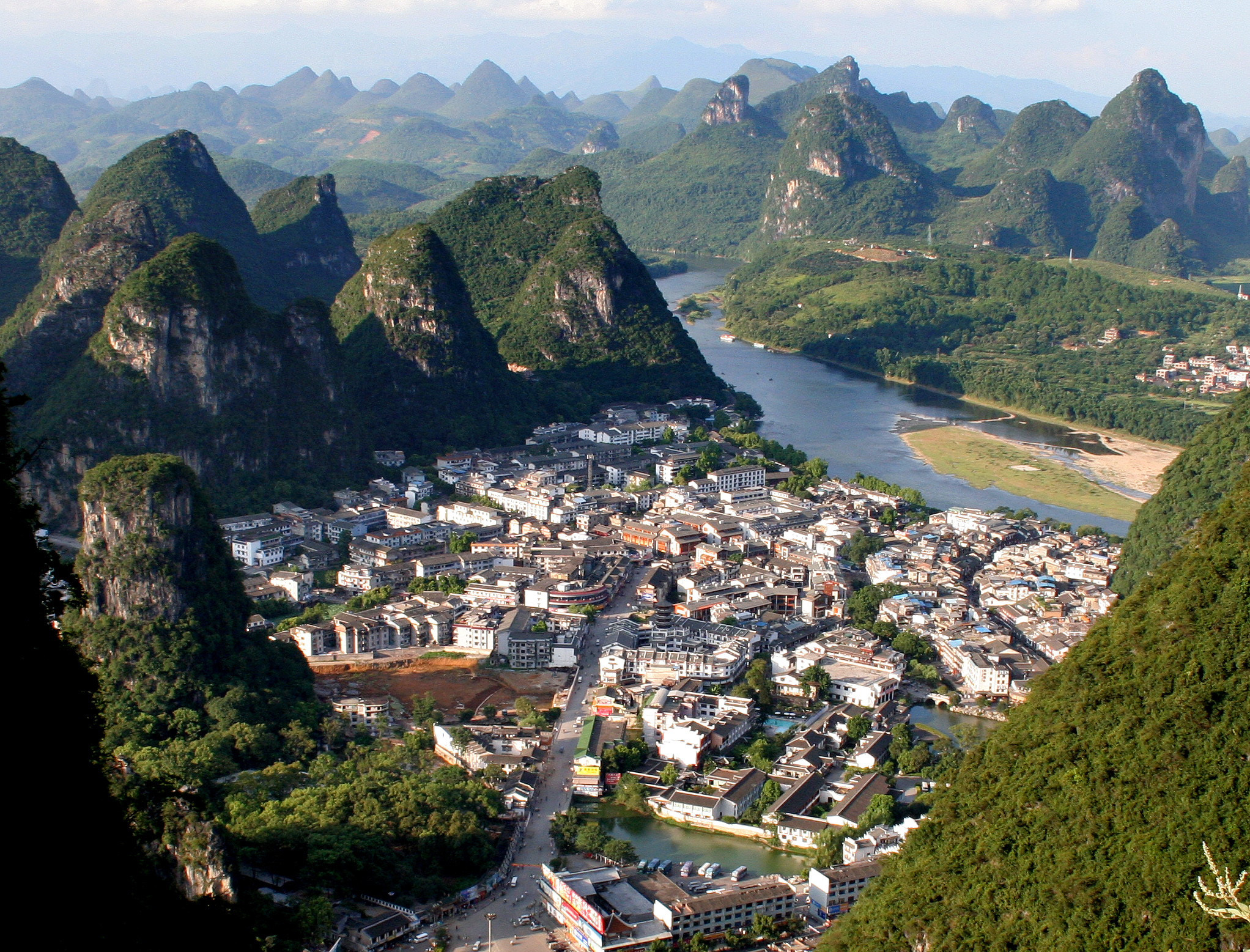
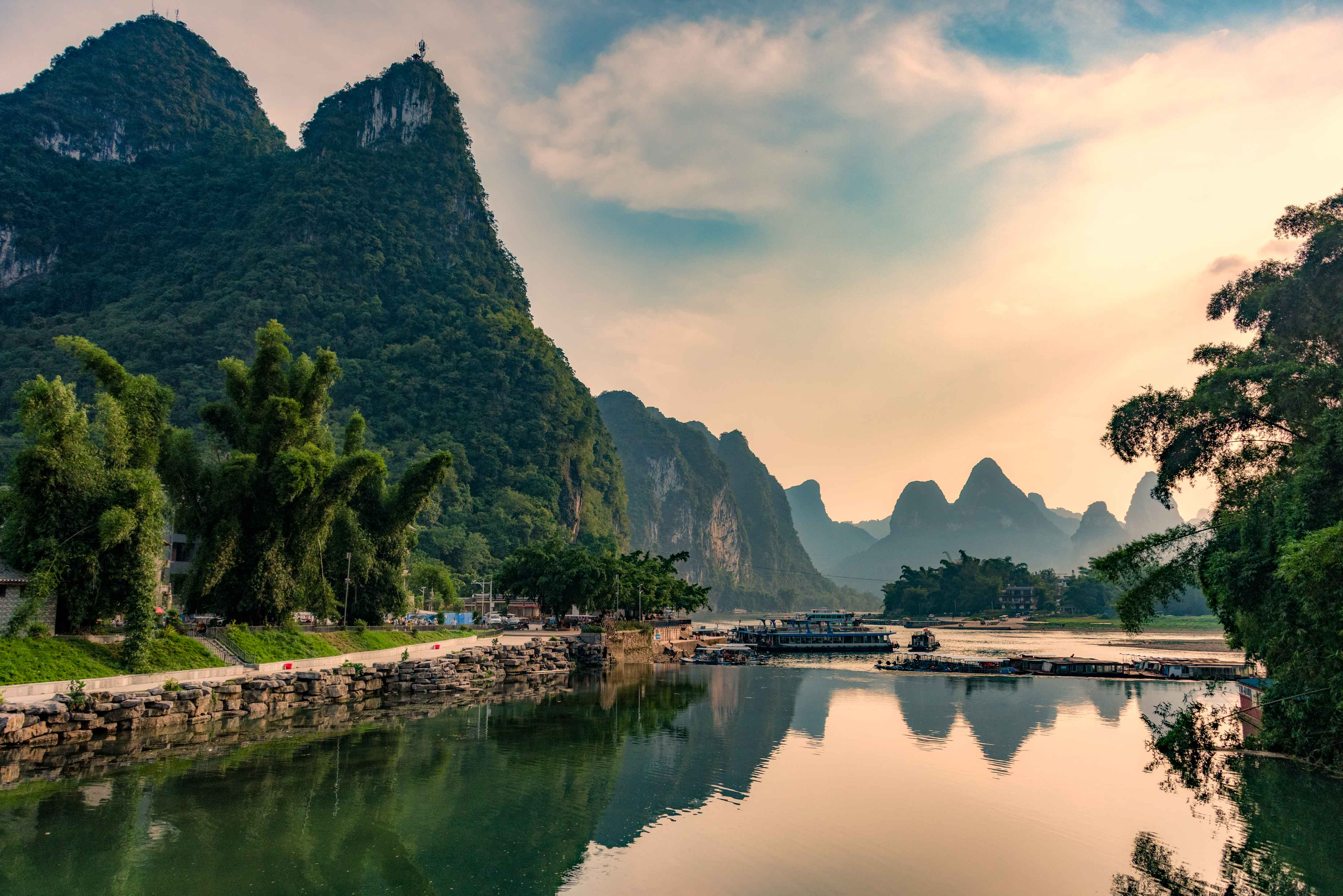
Li Giang
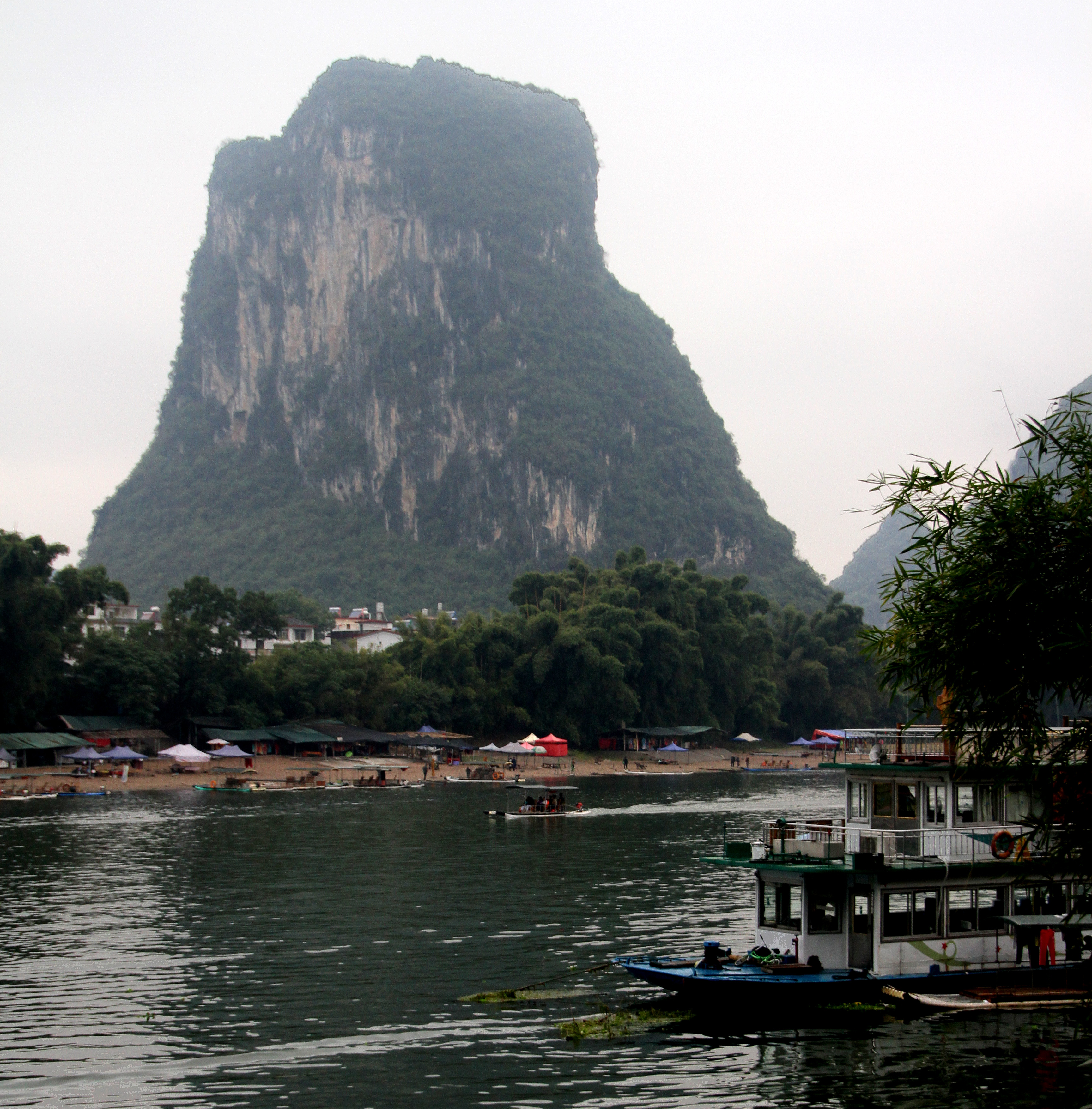
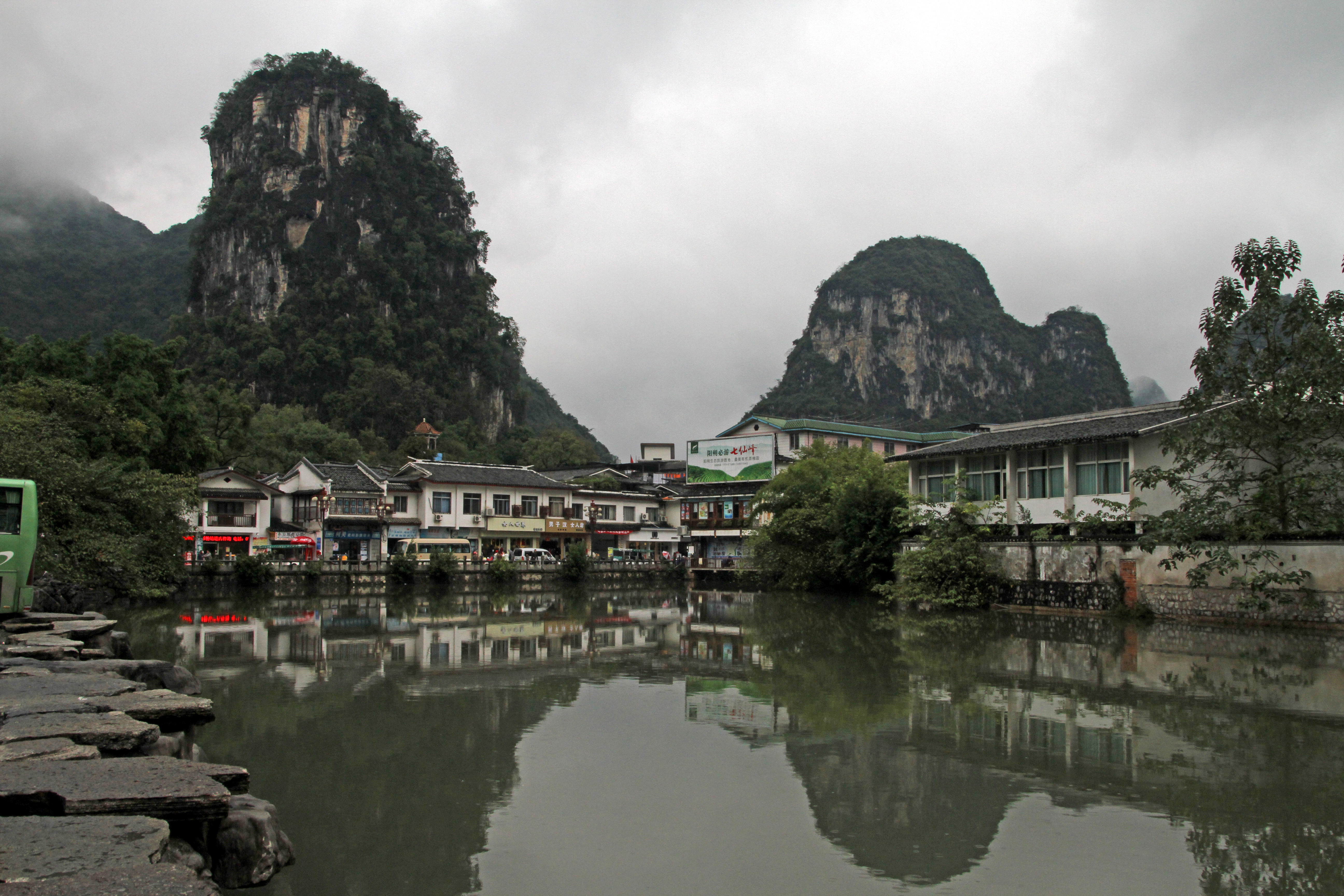
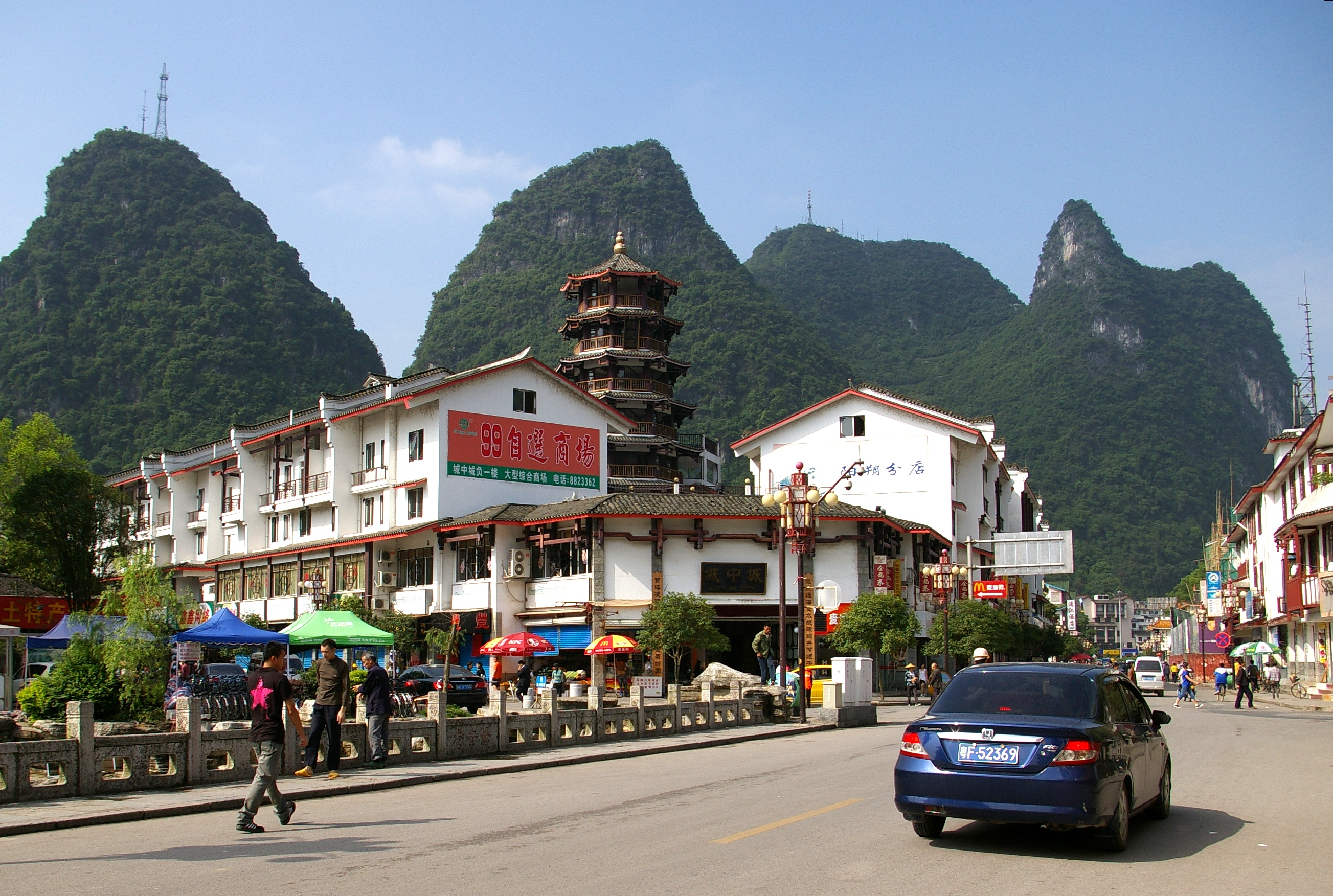
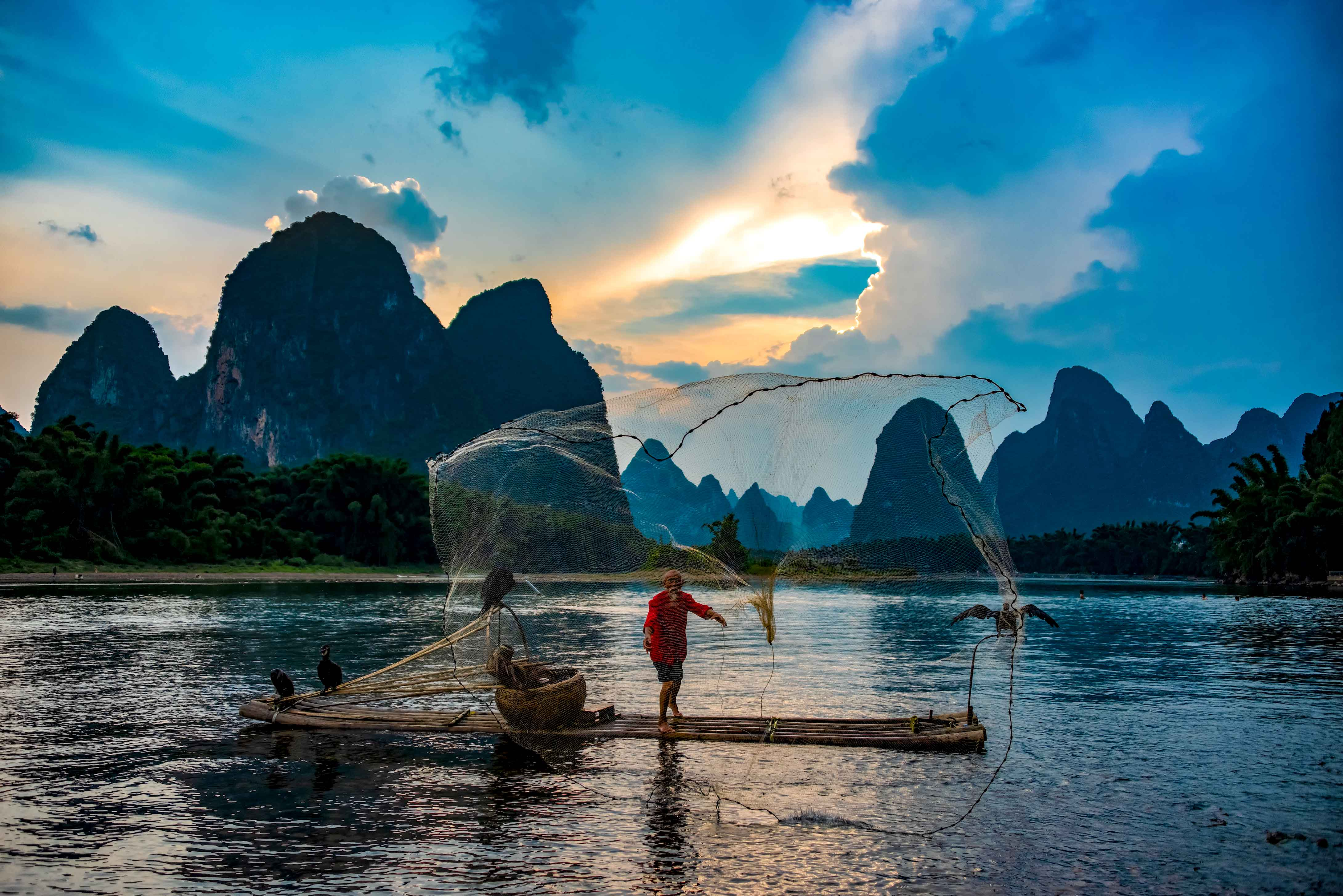
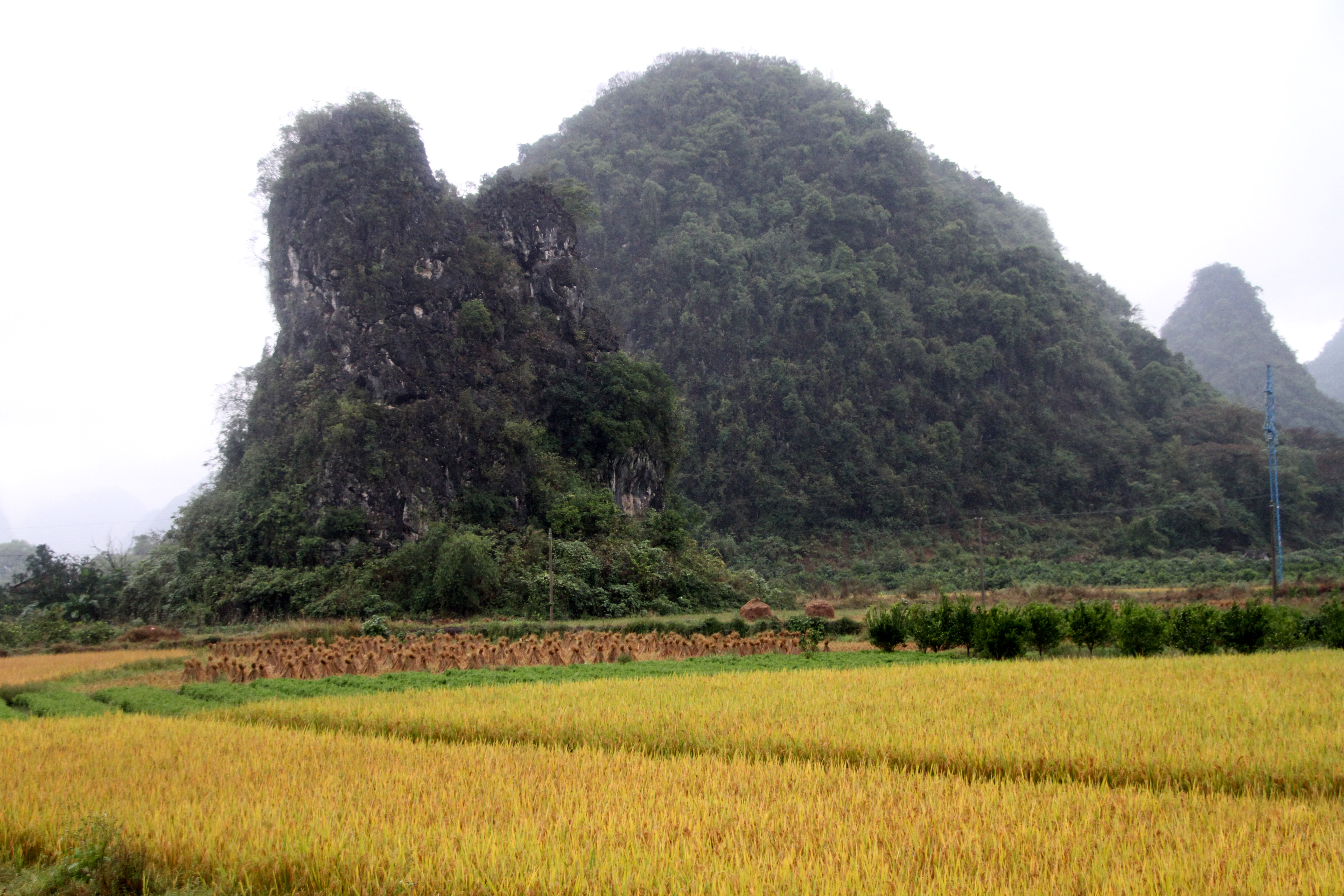
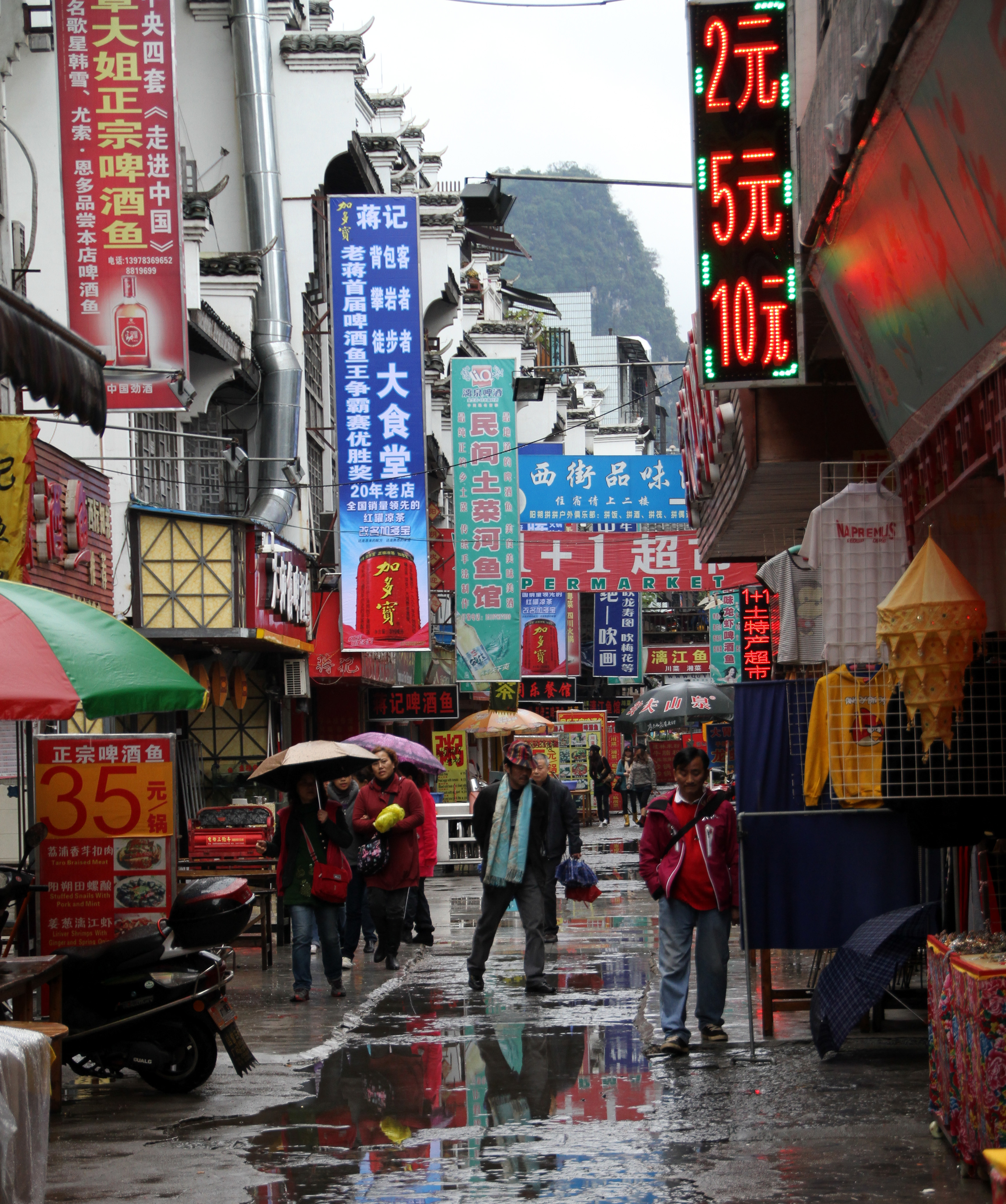